# Lande de Lunebourg

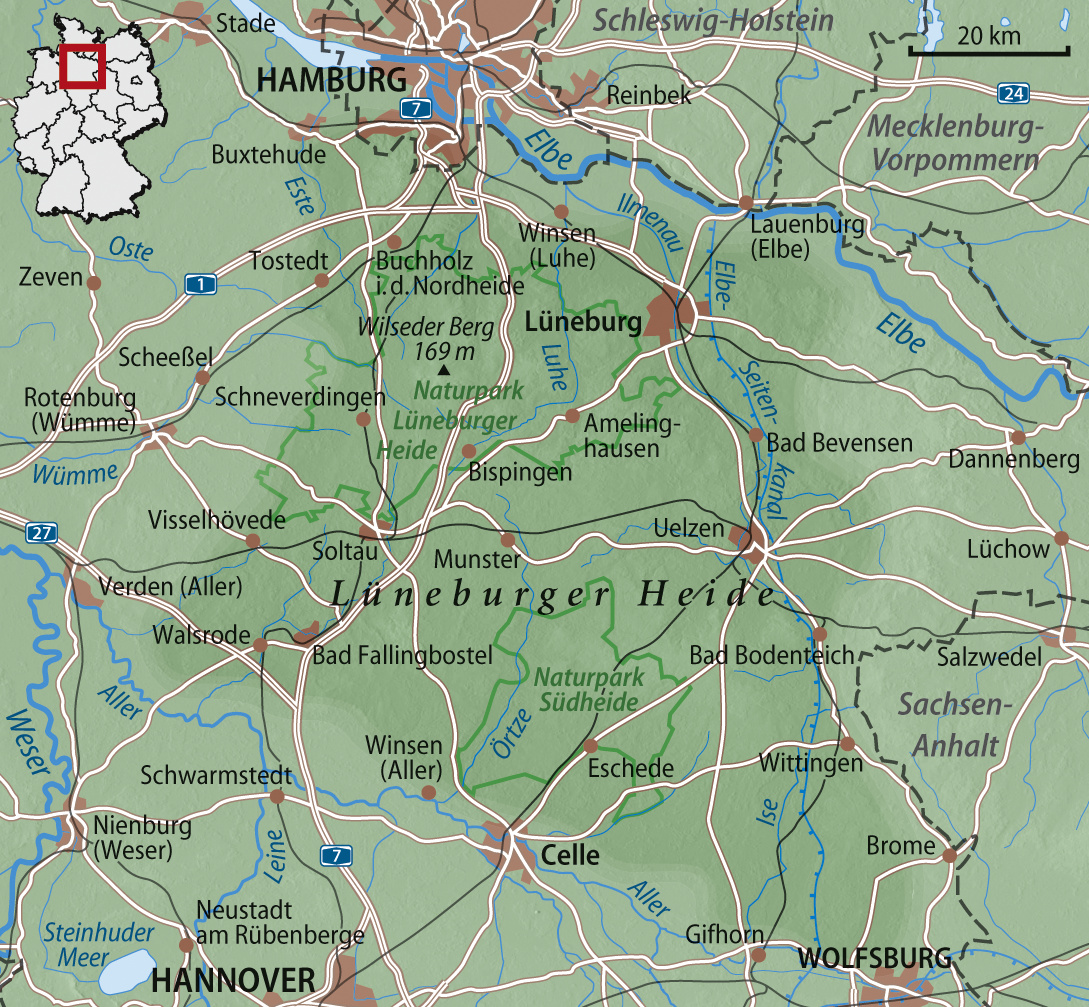
Carte de la lande de Lunebourg.

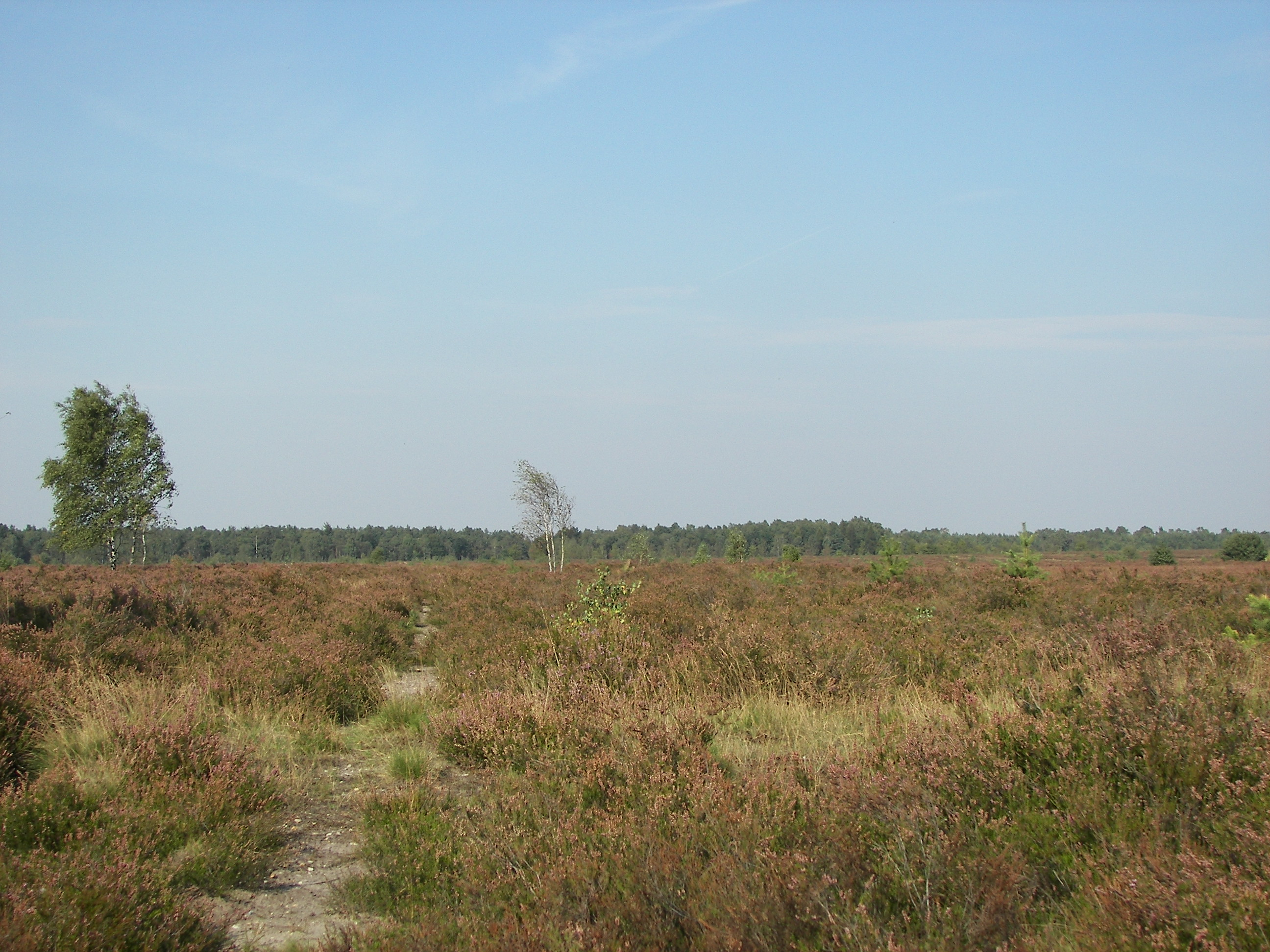
Vue typique de la lande de Lunebourg.

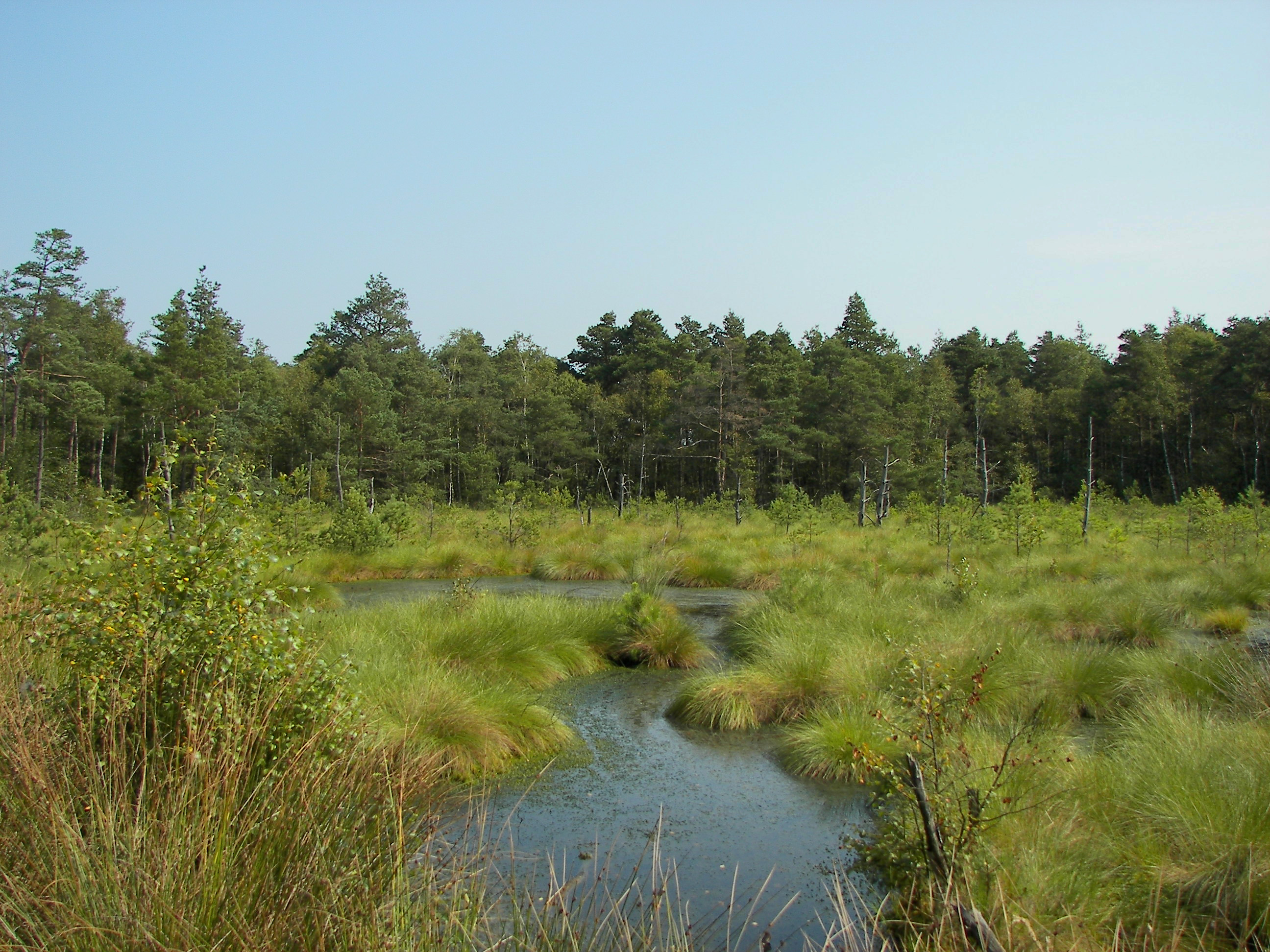
Pietzmoor près de Schneverdingen.

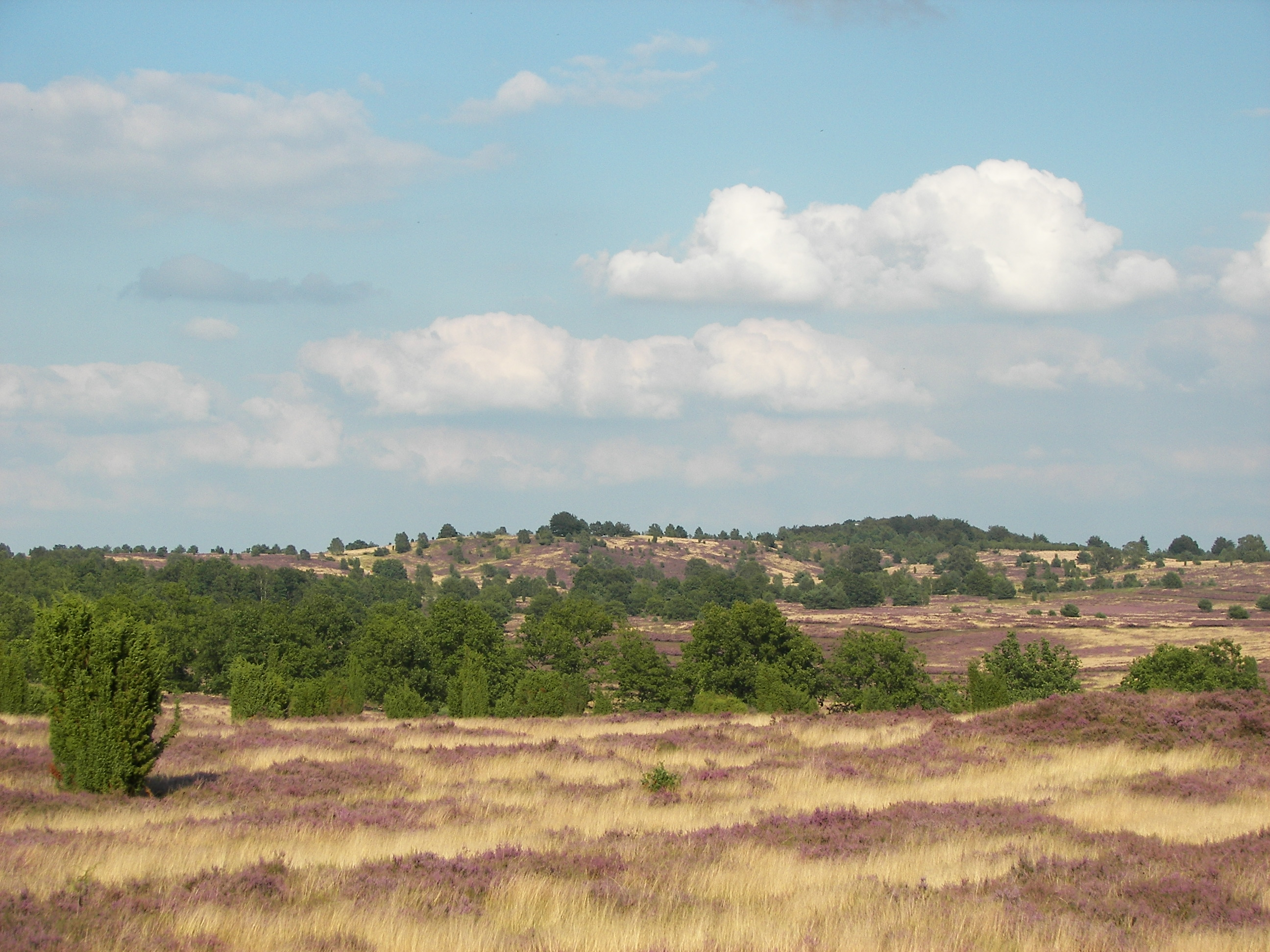
Vue du Wilseder Berg.

La lande de Lunebourg (en allemand : Lüneburger Heide) est une grande région boisée et de landes de l'Allemagne, dans le Nord-Est de la Basse-Saxe, au sein d'un triangle situé entre les villes de Hambourg, Hanovre et Wolfsburg.

## Description
À son bord nord-ouest on retrouve des marécages importants. Son point culminant est le Wilseder Berg (de) avec 169,2 m.
Outre une multitude de petits ruisseaux, elle est traversée par les rivières suivantes qui font partie :
- du bassin de la Weser :
  - la Wümme, avec sa source sur le Wilseder Berg,
  - l’Aller,
  - la Vissel (de) (ruisseau),
  - la Böhme,
  - la Örtze ;
- ou du bassin de l'Elbe :
  - l’Ilmenau,
  - la Luhe (de),
  - la Seeve (de).

La lande de Lunebourg joue un rôle important en tant que zone de détente et de loisirs pour les grandes villes de Hambourg, Hanovre et Wolfsburg. Ainsi le tourisme tant régional qu'international joue un rôle important dans l'économie de la région. La lande est traversée par un grand chemin pédestre, le Freudenthalweg.

## Accès
Elle est desservie par les autoroutes A7, A27 et A250 de même que par les lignes ferroviaires suivantes :
- la ligne de Wanne-Eickel à Hambourg ;
- la ligne Hannover Hbf–Buchholz (Nordheide), surnommée « ligne des Landes (de) » ;
- la ligne Hannover–Hamburg (de) ;
- la ligne Uelzen–Langwedel (en), qui faisait partie de la ligne d'Amérique (en)[a] ;
- plusieurs trains touristiques.

## Villes et communes de la région
| - Bad Bevensen - Bad Fallingbostel - Bergen - Bispingen - Bomlitz - Bothel - Brockel - Buchholz in der Nordheide | - Celle - Faßberg - Fintel - Gifhorn - Hanstedt - Kirchlinteln - Kirchwalsede - Lauenbrück - Lunebourg | - Munster - Neuenkirchen - Rotenburg (Wümme) - Scheeßel - Schneverdingen - Schwarmstedt - Soltau - Tostedt | - Uelzen - Undeloh - Unterlüß - Visselhövede - Walsrode - Wietzendorf - Wriedel |

## Histoire
C'est dans la lande de Lunebourg, sur la colline de Timeloberg à Wendisch Evern, sous une tente de l'état-major du maréchal britannique Bernard Montgomery qu'est signée la « convention de Lunebourg », la capitulation des armées allemandes du Nord-Ouest de l'Allemagne, de Hollande et du Danemark, le 4 mai 1945.
Après son suicide le 23 mai 1945, le chef de la SS Heinrich Himmler aurait été enterré dans une tombe anonyme située en un emplacement non divulgué de la lande.

## Culture
En 1912, une chanson folklorique voit le jour dans la lande de Lunebourg, Auf der Lüneburger Heide, passée à la postérité depuis.
En 1950, un film y a été tourné, The Wooden Horse de Jack Lee. Peu de temps après (décembre 1950-janvier 1951), ce fut à Peter Lorre d'y tourner une partie de son film comme réalisateur L'Homme perdu.
Roman La lande de Lunebourg de Georges Fonquernie, ed. Alsatia, collection Grands Romans, couverture de Pierre Joubert, 1er trimestre 1964, 128 pages.